# 安藤就高
安藤 就高（あんどう なりたか、1830年5月22日（文政13年4月1日） - 1886年（明治19年）1月10日）は、幕末から明治時代の武士、官僚。

## 生涯
美濃国安八郡森部村（現在の岐阜県安八町）に大垣藩士の子として生まれる。藩では預所役人を務めた。
税法・財政に通じ、維新後は会計官となり商法司知事、大蔵少丞などを歴任した。1881年（明治14年）、会計検査院副長となる。廃藩置県後の地租改正法原案を起草したが、在任中の1886年1月10日、肺疾患のため死去。享年57。墓所は谷中霊園にあるが無縁墳墓に指定されている。

## 家族
- 妻 とよ
- 長男 就一：牛込区二十騎町に住んだ
- 長女
- 二女 ひさ：理学博士・巨智部忠承の妻
- 孫 就寛
- 孫 就美：芝区の家主
- 義弟 佐藤三吉：医学博士
- 義弟 佐藤正美：東京興信所所長
- 義弟 米山米吉：興行主